# いつでも笑みを!
『いつでも笑みを!』（いつでもえみを）は、1998年4月4日から2005年3月26日までの7年間、関西テレビ制作により、フジテレビ系列（FNS28局全国ネット）で生放送されていた、トークバラエティ番組である。通称『いつ笑み!（いつえみ）』。放送時間は、毎週土曜 8:30 - 9:55(JST)。

## 概要
司会の上沼恵美子が毎週ゲストを迎えて大阪・関西テレビのスタジオから生放送されたトーク番組である。
毎回、ゲストに容赦なく突っ込む上沼の巧みな話術にゲストが思わず重大な発言をしてしまうこともしばしばで、この番組での出演者の発言が翌日のスポーツ新聞を飾ることもあった。関西地方では10%台の視聴率を記録した。

## タイトルの由来
橋幸夫がゲスト出演した際に語られたものであるが、「いつでも笑みを!」のタイトルは、橋と吉永小百合がデュエットで歌った「いつでも夢を」から採られ由来しているという。
上沼には自分の番組にジンクスがあり、番組名に「ん」が含まれているものは好調だという。

## 出演者

### 司会
- 上沼恵美子

### サブ司会
- 山下真司（1998年4月 - 9月）
- 渡辺徹（1998年10月 - 2005年3月）
  - 司会者が舞台などで出演できない場合は、清水圭やピーター（池畑慎之介）などが代理として出演した。

### 進行
- 山本浩之 （関西テレビアナウンサー・当時）
  - 1998年1月に『クロスファイア』（関西ローカルのトーク番組）で鬘の使用をカミングアウトした話題性を買われ、『シュートinサタデー』終了以来11年ぶりに土曜朝枠にレギュラー出演。

### レギュラー
- 山本太郎（1998年4月 - 1999年9月）
- 河合美智子（1998年4月 - 2002年9月）
- アリtoキリギリス（1999年10月 - 2002年9月）
- ますだおかだ（2002年10月 - 2004年3月）

## 主なコーナー
- 笑顔がイチバン
- 噂のイチオシ
- あなたと出逢えて 〜想い出プレイバック〜
- えみちゃん週末クッキング

## 放送時間
- 毎週土曜 8:30 - 9:55（JST）

## ネット局
毎回、番組序盤に本番組ネット局の一覧をテロップで表示していた。
| 放送対象地域  | 放送局             | 系列                                         | 備考   |
| ------------- | ------------------ | -------------------------------------------- | ------ |
| 近畿広域圏    | 関西テレビ         | フジテレビ系列                               | 制作局 |
| 関東広域圏    | フジテレビ         | フジテレビ系列                               | [ 1 ]  |
| 北海道        | 北海道文化放送     | フジテレビ系列                               |        |
| 岩手県        | 岩手めんこいテレビ | フジテレビ系列                               |        |
| 宮城県        | 仙台放送           | フジテレビ系列                               |        |
| 秋田県        | 秋田テレビ         | フジテレビ系列                               |        |
| 山形県        | さくらんぼテレビ   | フジテレビ系列                               |        |
| 福島県        | 福島テレビ         | フジテレビ系列                               |        |
| 新潟県        | 新潟総合テレビ     | フジテレビ系列                               | [ 2 ]  |
| 長野県        | 長野放送           | フジテレビ系列                               |        |
| 静岡県        | テレビ静岡         | フジテレビ系列                               |        |
| 富山県        | 富山テレビ         | フジテレビ系列                               |        |
| 石川県        | 石川テレビ         | フジテレビ系列                               |        |
| 福井県        | 福井テレビ         | フジテレビ系列                               |        |
| 中京広域圏    | 東海テレビ         | フジテレビ系列                               |        |
| 島根県 鳥取県 | 山陰中央テレビ     | フジテレビ系列                               |        |
| 広島県        | テレビ新広島       | フジテレビ系列                               |        |
| 岡山県 香川県 | 岡山放送           | フジテレビ系列                               |        |
| 愛媛県        | テレビ愛媛         | フジテレビ系列                               |        |
| 高知県        | 高知さんさんテレビ | フジテレビ系列                               |        |
| 福岡県        | テレビ西日本       | フジテレビ系列                               |        |
| 佐賀県        | サガテレビ         | フジテレビ系列                               |        |
| 長崎県        | テレビ長崎         | フジテレビ系列                               |        |
| 熊本県        | テレビ熊本         | フジテレビ系列                               |        |
| 大分県        | テレビ大分         | 日本テレビ系列 フジテレビ系列                |        |
| 宮崎県        | テレビ宮崎         | フジテレビ系列 日本テレビ系列 テレビ朝日系列 |        |
| 鹿児島県      | 鹿児島テレビ       | フジテレビ系列                               |        |
| 沖縄県        | 沖縄テレビ         | フジテレビ系列                               |        |

## スタッフ
- プロデューサー: 森田拓治→喜多隆→吉條英希（ディレクター兼任）→古市忠嗣
- ディレクター: 堀切八郎、石岡雅樹、杉浦史明、近藤兵衛、吉本剛、谷口博邦、木邑裕介
- 構成作家: 杉本士郎、武輪真人、山田隆道、土屋幸喜、藤田智信、佐久間貴司、野口勉

## スポンサーについて
- 2003年4月から、それまでの全編通しから、2部に分割している。この体制は現在の『土曜はナニする!?』まで続いている。

## エンディングテーマ
- 浜田麻里「The Year 2000」
- 岡村孝子「砂塵にまぎれて」
- 上沼恵美子「笑顔を咲かせましょう」